# Media V
Die Media V war eine Fähre der zypriotischen Ionian Sky Ferries, die 1964 als Viking I für die britische Reederei Thoresen Car Ferries in Dienst gestellt wurde. In seiner 41 Jahre andauernden Dienstzeit war das Schiff unter mehreren Eignern und Namen in der Nordsee sowie im Mittelmeer in Fahrt. 2008 wurde die Media V in der Türkei abgewrackt, nachdem sie drei Jahre zuvor ausgemustert worden war.

## Geschichte
Die Viking I wurde im Oktober 1963 in der Kaldnes Mekaniske Verksted in Tønsberg auf Kiel gelegt und am 31. Januar 1964 vom Stapel gelassen. Am 29. April 1964 fand die Ablieferung an Thoresen Car Ferries statt. Am 6. Mai 1964 wurde die Viking I auf der Strecke von Southampton nach Cherbourg in Dienst gestellt.
1968 fusionierte Thoresen Car Ferries mit Townsend Brothers Ferries zur neuen Reederei Townsend Thoresen. Die Viking I ging wie alle Schiffe von Thoresen in den Besitz des neuen Betreibers über, blieb jedoch auf ihrer alten Strecke in Fahrt.
Von Oktober bis Dezember 1969 charterte die finnische Silja Line das Schiff für die Strecke von Stockholm über Mariehamn nach Åbo. Nach Auslaufen der Charter setzte es Townsend Thoresen von Dover nach Zeebrugge ein.
Nach Werftarbeiten in Bergen kam die Viking I im April 1970 von Southampton nach Le Havre in Fahrt. Im Oktober 1970 fanden in Göteborg erneut Werftarbeiten statt. 
Im Oktober 1973 charterte die TT-Line das Schiff für den Dienst von Travemünde nach Trelleborg, ehe es im April 1974 wieder zu Townsend Thoresen zurückkehrte. Nach einem weiteren Charter an Lion Ferry im Februar 1975 wechselte die Viking I im April 1975 auf die Strecke von Felixstowe nach Zeebrugge.
Im September 1976 ging das Schiff als Viking Victory an die finnische Stena Line und wurde fortan von Portsmouth nach Le Havre eingesetzt. Im Juni 1977 wurde Le Havre durch Cherbourg als Ankunftshafen ersetzt.
Von September bis Oktober 1977 diente die Viking Victory als Hotelschiff im Hafen von Southampton. In den folgenden Jahren wurde sie mehrfach verchartert und auf verschiedenen Routen in der Nordsee eingesetzt, ehe sie im September 1981 ausgemustert und zum Verkauf angeboten wurde.
1983 ging das Schiff als Sun Boat an Euphoria Navigation mit Sitz in Limassol. Vom neuen Heimathafen Piräus aus befuhr es fortan Rhodos, Limassol, Beirut und Latakia. Im April 1985 wurde die Sun Boat erneut verkauft und in Caravan umbenannt, um für die Red Sea Line von Aqaba über Dschedda nach Sues eingesetzt zu werden.
Nach einem Jahr im Dienst wechselte das Schiff im April 1986 erneut den Besitzer, der es in Vasmed umbenennen ließ. Es kam unter diesem Namen jedoch nicht in Fahrt, sondern wurde stattdessen noch im selben Jahr an Sharo Shipping verkauft und als Sunny Boat auf der Strecke eingesetzt, auf der es bereits für Euphoria Navigation im Einsatz war.
Im Juli 1990 ging die Sunny Boat als European Glory an European Seaways, um von Patras nach Igoumenitsa, Korfu und Brindisi eingesetzt zu werden. Im September 1991 kaufte die Hellenic Mediterranean Lines das Schiff und taufte es in Neptuna um. An der Einsatzstrecke änderte sich dadurch jedoch nichts. 1992 änderte die Reederei den Namen des Schiffes in Media II um.
Nach weiteren zehn Jahren im Dienst für die Hellenic Mediterranean Lines wurde die Media II im März 2002 verkauft und im Juni als Media V für Palmier Ferries von Brindisi nach Korfu, Paxi und Igoumenitsa in Dienst gestellt. Später kam sie außerdem von Brindisi nach Vlora und von Bari nach Durrës in Fahrt, ehe sie im Mai 2005 in Durrës arrestiert wurde.
2007 plante der neue Eigner Ionian Sky Ferries, das Schiff erneut in Dienst zu stellen. Obwohl die Media V bereits in den Farben der Reederei bemalt war und den Ionian Sky Ferries-Schriftzug trug, kam sie noch im selben Jahr nach Eleusis, um dort weiter aufgelegt zu werden.
Im März 2008 wurde die Media V zum Abbruch in die Türkei verkauft. Am 7. Mai traf sie unter dem Überführungsnamen Edi in Aliağa ein, wo sie ab dem 14. Mai abgewrackt wurde.